# Empis nigricrus
Empis nigricrus är en tvåvingeart som beskrevs av Gmelin 1790. Empis nigricrus ingår i släktet Empis och familjen dansflugor. Inga underarter finns listade i Catalogue of Life.